# (211917) 2004 TG8
211917 (2004 TG8) là một tiểu hành tinh vành đai chính được phát hiện ngày 4 tháng 10 năm 2004 bởi James Whitney Young ở Đài thiên văn Núi bàn gần Wrightwood, California.